# 謀叛
謀叛是中華法系中的一種罪名，指的是指圖謀背叛國家、叛逃至其它敵對國家。
在唐律中，謀叛被列為十惡之第三位，是一項重罪，按律應當問斬。犯有十惡罪名之人不可被赦免，故而有「十惡不赦」之說。古代日本沿襲唐律，將謀叛罪列為八虐之第三位。